# BDWM ABe 4/8
De ABe 4/8 ook wel Diamant genoemd, is een elektrisch treinstel met lagevloerdeel bestemd voor het regionaal personenvervoer van de Zwitserse spoorwegonderneming BDWM Transport AG (BDWM).

## Geschiedenis
Het acroniem Diamant staat voor "Dynamischer, Innovativer, Attraktiver, Moderner und Agiler Niederflur-GelenkTriebzug". Op 17 december 2009 werd de eerste trein met het nummer 5001 door Stadler Rail aan de BDWM overgedragen. Op 6 januari 2010 werd de 5002 afgeleverd. Naar verwachting worden de andere 12 treinen in het voorjaar van 2011 afgeleverd.
De treinen werden bij Stadler Rail ontworpen en gebouwd ter vervanging van treinen van een ouder type, namelijk treinstel Be 4/8 en treinstel BDe 8/8. De treinen van het type Be 4/8 werden aan de AAR Bus + Bahn verkocht.

## Constructie en techniek
Het treinstel is opgebouwd uit een aluminium frame met een frontdeel van GVK. Deze treinen kunnen tot drie stuks gecombineerd rijden. De treinen zijn uitgerust met luchtvering.

### Namen
De treinen van de BDWM Transport AG zijn voorzien van de volgende namen:
- ABe 4/8 5001: “Kanton Aargau”
- ABe 4/8 5002: “Kanton Zürich”
- ABe 4/8 5003: “Bremgarten”
- ABe 4/8 5004: “Dietikon”
- ABe 4/8 5005: “Wohlen”
- ABe 4/8 5006: “Berikon”
- ABe 4/8 5007: “Widen”
- ABe 4/8 5008: “Zufikon”
- ABe 4/8 5009: “Rudolfstetten-Friedlisberg”
- ABe 4/8 5010: “Waltenschwil”
- ABe 4/8 5011: -
- ABe 4/8 5012: -
- ABe 4/8 5013: totaalreklame “Aargauer Kantonalbank”
- ABe 4/8 5014: -

## Treindiensten
De treinen worden sinds 2 april 2010 door BDWM Transport AG (BDWM) ingezet op het traject:
- Dietikon - Wohlen.